# ダイハツ・ミゼット
ミゼット（Midget）とは、ダイハツ工業が1957年（昭和32年）から1972年（昭和47年）まで生産・販売していた軽自動車規格の三輪自動車である。Midgetは英語で「超小型のもの」という意味の単語で、小型な車という想いを込めて名付けられた。

## 概要
ダイハツは戦前から長くオート三輪業界の上位メーカーであり、戦後は当時の小型自動車規格枠に収まる750 cc-1,000 ccクラスのオート三輪を製造していた。1949年（昭和24年）制定の軽自動車規格枠に収まる、より小型のオート三輪が、1952年（昭和27年）頃から新興の中小零細メーカーで製造され始めた。
ダイハツは軽オート三輪に着目していなかったわけではないが、1950年代初頭は朝鮮戦争による特需景気で通常クラスのオート三輪需要が高く、ダイハツ等既存メーカーはそちらの増産に重点を置いていたため、当初の軽オート三輪の市場は中小メーカーに占有されていた。
ところが1953年（昭和28年）の朝鮮戦争休戦で日本における特需景気が減退、不況期の需要低下でオート三輪業界でも「くろがね」車の日本内燃機、「アキツ」車の明和自動車工業（後の旭工業を経て現在のダイハツ西宮部品センターとなる）といった中堅・下位メーカーが経営難に陥り、上位メーカーも厳しい状況に直面した。一方、1954年（昭和29年）にはトヨタ自動車工業が廉価型の1,000 cc、1t積み四輪トラック「トヨペット・SKB」（後のトヨエース）を発売、1956年（昭和31年）以降は同系列のトヨタ自動車販売との協力による大幅値下げなどの拡販戦略で既存のオート三輪を圧迫するようになり、小型貨物車業界における三輪トラックのシェア低下が始まった。1957年には小型トラック市場において、四輪トラックが三輪トラックのシェアを上回るまでに至った。
このためオート三輪メーカー各社は四輪トラック市場への参入を試みるようになり、これはダイハツも同じであったが、一方でダイハツは、これまでオート三輪でも高価で手が届かず、専ら自転車やオートバイなどを輸送手段としていた零細企業・商店主などの、小口輸送需要を満たす廉価貨物車の開発を着想した。これは当時におけるいち早いマーケティングリサーチの成果であった。1950年代中期の日本能率協会の調査によれば、従業員10人以上の事業所には小型オート三輪トラックが相当に普及していたのに対し、全事業所数の93 %もの比率を占めた従業員9人以下の小規模事業所ではオート三輪はほとんど使われておらず、オート三輪メーカーにとっては未開拓のマーケットだったのである。
このため、車検免除（当時）や安い税額などのメリットを持つ軽自動車枠に目をつけ、当時存在した軽自動車免許（現在は普通自動車免許に統合され、未済条件として存続）で運転できる軽オート三輪トラックを開発した。開発は1954年（昭和29年）から着手され、1956年（昭和31年）には試作車が完成した。
1957年8月に発売されたミゼットは、既存の中小零細メーカー製の軽オート三輪のような「既存車両のパーツ流用によるアッセンブリー生産」という安易な策を採らず、当初から自社一貫生産による大量生産と低価格販売を目途として開発されていた。小径タイヤに代表される合理的な簡易性と、車両全体を一から専用設計した高い完成度とを兼ね備えており、実用上も高い信頼性・実用性を備えた。免許制度や維持費のハードルが低く、ダイハツ系ディーラーの全国サービス網が整備されており、月賦購入も選択できる ミゼットは、より大きなオート三輪導入が資金的に苦しかった自転車・小型オートバイユーザーの零細事業者たちにも手の届く、初めての大手メーカー製オート三輪であった。
販売戦略も、その軽便性を売りとする「街のヘリコプター」なるユニークなキャッチフレーズ、楠トシエの歌うコマーシャルソング「みんみんミゼット」など個性的であったが、特筆すべきはテレビコマーシャルのいち早い活用であった。当時ダイハツがスポンサーとなっていたコメディドラマ「やりくりアパート」（1958年 - 1960年）の生CMに、ドラマの主役である大村崑を起用、番組終わりのCM枠では毎回、ミゼット実車の前に立った大村がギャグ混じりで両手を扇形に広げるアクションとともに「ミゼット！ ミゼット！」と連呼した。これらの拡販策は大当たりとなり、ミゼットは一躍ベストセラーとなった。
以後大手・中堅のオート三輪メーカー各社はミゼットに追随して軽オート三輪に続々参入し、この軽オート三輪ブームは1960年（昭和35年）頃まで続く。ミゼットも対抗して改良され、当初の単座バーハンドルからドア付き2座丸ハンドルへの上級移行を果たすが、以後は下位メーカーの淘汰・撤退と、二輪車からの進出メーカーも含めた四輪軽トラックへの市場シフト（ダイハツも以後の主力となる四輪軽トラック・ハイゼットを1960年に発売している）が急速に進行し、軽三輪ブームは短期間に終わった。その中でミゼットは唯一1972年1月まで長期にわたって販売され、本格的な軽オート三輪としては日本で最後まで作られたモデルとなった。
生産終了後も乗用車のスバル・360とともに1960年代を代表する車種として知られており（特にMP4型以降のモデル）、日本の高度成長期を描いた作品（『ALWAYS 三丁目の夕日』など）にも劇中車として登場するなど、一般大衆からも人気・知名度は高い。
1996年（平成8年）4月には、当車のコンセプトを受け継いだ、4輪のミゼットIIが発売された（2001年6月に販売終了）。

## 歴史

### DK/DS型
DKA/DKII型：1957年 - 1958年
DSA/DSV/DSAP型：1959年 - 1961年
1957年8月1日発売開始。通称「バーハンドルミゼット」。特徴は単座のバーハンドルという最低限の仕様で、キャビンは前面風防こそあれど屋根と背面は幌であり、ドアも付いていなかった。車両寸法は全長2,540 mm、全幅1,200 mm、全高1,500 mm。乗車定員1名。エンジンはZA型強制空冷2ストローク単気筒249 ccガソリンで最初期型となるDKA型のスペックに関しては最高出力は8馬力を発生、最高速度60 km/h、燃料消費率は1Lあたり28km/L（カタログ値）であった。最大積載量は300 kgで車両総重量は306 kgである。
ラインアップは登場当初は基本型となるDKA型、およびセル付仕様のDKII型のみのラインアップだったが、1959年（昭和34年）にはDKII型を基本にエンジンの最高出力を10馬力に強化し、サイドドア付キャビン仕様に改めたDSA型、DSA型を基本に荷台部分を箱型にしたライトバンのDSV型、DSA型を基本に2人乗車を可能とし、荷台の奥行を短縮させたDSAP型が追加された。
丸ハンドルミゼットことMP型が登場後も当面の間、バーハンドルミゼットは販売価格を引き下げて併売されていたが後述するMP4型の発売開始に伴い、1961年（昭和36年）末までに販売終了となった。

### MP型
MPA/MPAV型（北米仕様）：1959年
MP2/MP2V型：1959年
MP3/MP3V型：1959年 - 1960年
MP4/MP4V型：1960年 - 1962年
MP5/MP5V型：1962年 - 1972年
通称「丸ハンドルミゼット」。1959年（昭和34年）4月に北米向け（現地名：Daihatsu Tri-Mobile）、および、当時米国の統治下にあった沖縄向けの各種左ハンドル仕様のMPA型として先行発売され（ただし北米向けは800台の限定生産・販売）、同年10月よりMPA型の意匠はそのままに右ハンドル仕様に改めた日本国内向けのMP2型として発売を開始した。特徴は嘴の形状を連想させるノーズ部分と一体化されたキャビンであり、DK・DS型と比べてスタイリッシュになった。ドアが装着され、ルーフはMPA型からMP4/MP4L型までは幌が用いられていたが、MP5/MP5L型以降からは鋼板製のクローズド・ルーフとなった。ハンドルはDK・DS型のバーハンドルから丸ハンドルへと変更され、さらに運転がしやすくなった。車体寸法は全長2,970 mm、全幅1,295 mm、全高1,455 mmと全長と全幅がサイズアップされている。また全車セパレートシートを装備し、2人乗車が可能となった。
ラインナップは当初、既存のDS型系、およびMPA型系ミゼット用とほぼ同性能のZA型エンジンを搭載したMP2型が投入されたが、車両重量がDS型に対し100kg近く増加し、結果的に動力性能に不満を持ったユーザーも決して少なくなかったため投入から僅か2か月後の同年12月に新開発のZD型エンジンを搭載したMP3型へ移行し、既存のMP2型は僅か2か月程度で生産・販売終了となった。1960年（昭和35年）5月にはMP3型を基に全長を200 mm延長し、荷台のサイズを拡大し、最大積載量300kgから350kgへ変更し、サイドドアの窓が上下に昇降可能（レギュレーターハンドル付）になったMP4型へ移行。1961年（昭和36年）にはパキスタンでノックダウンによる現地生産が開始された。1962年（昭和37年）12月にはMP4型を基に更に荷台を100 mm延長し、混合燃料から分離給油に改良され、フェンダー一体型フロントノーズの形状、およびサイドベンチレーター、キャビン、室内、荷台などが大幅に変更・改良されたMP5型へ移行した。また、1969年（昭和44年）8月にはMP5型の一部改良に伴い、灯火器及び反射器等に関する法規に対応するためヘッドランプの左右側面にサイドターンシグナルランプ、二点式シートベルト、ヘッドレスト（運転席のみ）を追加装備し、更にフロントウインドウ直下のターンシグナルランプをホワイトレンズのまま大型化した。
軽自動車の分野でも市場の主流は、3輪のミゼットから4輪のハイゼットに移行・統合し、1971年（昭和46年）12月を以って最後の受注分の生産を全て完了し、1972年（昭和47年）1月31日を以って販売を終了した。同社としては最後のオート三輪となり、製造終了までに従来型のバーハンドル仕様車（DK/DS型）を含め、国内向け仕様が317,152台が、輸出仕様が19,382台がそれぞれ生産されたが、この当時米国の統治下にあった沖縄にも左ハンドル仕様としてごく少数が輸出されたほか、輸出仕様全体の約半分が東南アジア方面に輸出された。その中でもタイには大量に輸出され、その大部分が「トゥクトゥク」と呼ばれるタクシーとして運用されていた。